# Сатенік
Сатенік (вірм. Սաթենիկ, у перекладі з вірменської — Янтарна (вірм. Սաթ — янтар), в аланській традиції Сатана або Шатана) — аланська царівна, вірменська цариця, дружина царя Великої Вірменії Арташеса I (III століття до н. е. — II століття до н. е.).
В історичних джерелах перша згадка про царівну зустрічається у середньовічного вірменського історика Мовсеса Хоренаці (V століття). У праці «Історія Вірменії» Хоренаці розповідає, що легенда «Арташес та Сатенік» відомий для його часів епос серед простого народу Вірменії, який жваво переповідалась мандрівними казкарями та мінстралами.
Сатенік — популярне жіноче ім'я серед вірмен сьогодні.

## Легенда «Арташес і Сатенік»
Арташес, чиє ім'я також розглядається в грецькій формі як Артаксія, захопив престол Вірменії приблизно в 189 році до н. е. і був визнаний Римом та Парфією. Алани, об'єднавши кавказьких горців, привертають на свій бік половину Іверської країни і нападають на Вірменію.
Цар Вірменії Арташес I (189—159 рр. до н. е.) збирає військо і відкидає аланів за річку Кура.
Відтак, правління вірменського царя Арташеса I слугує тлом романтичної казки про Арташеса та Сатенік. Після завоювання іверських земель алани просунулися далі на південь, перетнувши річку Куру і, фактично, увірвавшись до Вірменії..
Арташес зібрав чималу силу, щоб зустріти аланську загрозу, і між двома сторонами відбулася жорстка війна, в результаті якої був захоплений молодий син аланського царя. Алани були змушені відступити назад до річки Кури, і там вони створили базовий табір на північній стороні річки. Тим часом армія Арташеса переслідувала їх і створила свій табір на південній стороні Кури. Аланський цар у таких умовах попросив укласти вічний мирний договір між його народом і вірменами і пообіцяв надати Арташесу все, що він захоче, аби тільки він звільнив його сина, але вірменський цар відмовився це зробити.

## Роман з Арташесом
У зв'язку з тим, що Арташес відмовляється видати юнака, його сестра виходить на берег річки, на круту височину, і кричить у розпачі через перекладачів до розташування Арташеса:
До тебе звертаюся, доблесний муже Арташес,

Переміг хоробрий народ аланів;

Погодься ти з моїми, дивноокої доньки аланів, словами

І видай юнака. Бо не личить

Богородним героям з однієї лише ворожнечі

Відбирати життя в нащадків інших богородних героїв,

Або, поневоливши, тримати їх серед невільників

І насаджувати вічну ворожнечу між двома хоробрими народами.

Зачарований мудрою промовою і красою царівни, Арташес закохується в неї і посилає сватів до її батька.
 Почувши настільки мудрі слова, Арташес вийшов на берег річки і, побачивши прекрасну діву і почувши її розумні слова, забажав її. І закликавши до себе свого вихователя Смбата, він відкриває йому бажання свого серця — взяти в дружини аланську царівну, укласти договір і союз з хоробрим народом і відпустити юнака з миром.

Але цар аланів відмовляє йому:
Звідки ж заплатить доблесну Арташес тисячі і десятки тисяч за високошляхетну діву, аланську царівну?
І тоді:
Хоробрий цар Арташес на вороного сів,

Вийняв червоний аркан із золотим кільцем

Через річку махнув бистрокрилим орлом,

Метнув червоний аркан із золотим кільцем,

Аланской царівни стан обхопив,

Стану ніжної царівни біль заподіяв,

Швидко до ставку її потягнув.
З народних пісень, які записав Мовсес Хоренаці, також збереглися уривки про розкішне весілля Арташеса та Сатенік:
Йшов золотий дощ, коли Арташес був нареченим,

Йшов (дощ) перловий, коли Сатенік була нареченою.
Також Хоренаці розповідає:
 про уявну пристрасть Сатенік до нащадків Вішап, які в легенді позначаються нащадки Аждахака, які володіють всією землею біля підніжжя  Масіс

Далі автор розповідає про те, як цар Вірменії Арташес, відправив війська до країни аланів, де ворог захопив країну і вигнав царя аланів, брата Сатенік. Вірмени примушують ворога втікати, а братові Сатенік повертають владу.